# Andros Townsend
Andros Darryl Townsend (London, Anglia, 1991. július 16. –) angol válogatott labdarúgó, az Everton játékosa. Posztja szerint középpályás.

## Pályafutása

### Tottenham Hotspur
Townsend nyolcévesen csatlakozott a Tottenham Hotspur ifiakadémiájához. 2009 márciusában kölcsönvette a Yeovil Town, ahol a Milton Keynes Dons ellen játszotta pályafutása első profi mérkőzését. Tíz meccsen lépett pályára a csapatban, egy gólt szerezve. Visszatérése után Harry Redknapp felvitte őt az első csapat keretéhez. 2009 augusztusában egy hónapra kölcsönvette a Leyton Orient. Kölcsönszerződését később decemberig meghosszabbították. Minden sorozatot egybevéve 26 meccsen játszott és két gólt szerzett, köztük egy emlékezetes találatot a Yeovil ellen, három játékos kicselezve, a saját térfeléről indulva.
2010. január 14-én ismét kölcsönadták, ezúttal a Milton Keynes Donsnak, a szezon végéig, de mindössze két hónappal később visszahívták, a Tottenhamet sújtó sérüléshullám miatt. Ennek ellenére továbbra sem kapott lehetőséget a londoniak első csapatában. Augusztus 12-én Townsendet az idény végéig kölcsönvette a másodosztályú Ipswich Town. December 20-án a Spurs visszahívta, mert Redknapp szerint nem kapott elég játéklehetőséget. Összesen 16 alkalommal lépett pályára, egy gólt szerezve.
2011. január 9-én bemutatkozhatott a Tottenham Hotspurben, az FA Kupában, a Charlton Athletic ellen. Itt megszerezte első gólját is, és a meccs legjobbjának is megválasztották. A szezon további részében nem kapott lehetőséget a londoni csapatnál. Január 20-án a Watford a szezon végéig kölcsönben leigazolta, de egy hónappal később visszahívták, miután mindössze háromszor kapott játéklehetőséget. Március 7-én a Millwallhoz szerződött kölcsönben, ahol 11 meccsen játszott és két gólt szerzett.
A 2011/12-es szezon első felében Townsend rendszeresen lehetőséget kapott a Tottenhamben, az Európa-ligában. Hatszor lépett pályára a nemzetközi kupában, ahol 2011. december 15-én, a Shamrock Rovers ellen gólt is szerzett. December 23-án 2016-ig meghosszabbította szerződését csapatával. 2012. január 1-jén kölcsönvette a másodosztályú Leeds United. Eredetileg a szezon végéig szerződtették, de ügynöke azt mondta, nem érzi jól magát a csapatnál, ezért februárban a Birmingham Cityhez ment. Ott 15 bajnokin kapott lehetőséget, de nem szerzett gólt.
Townsend a 2012/13-as idény első felét a Spursnél töltötte, ahol André Villas-Boas átvette Redknapp helyét a menedzseri poszton. Szeptember 16-án először léphetett pályára a Premier League-ben a Tottenham színeiben. Öt bajnoki után, 2013. január 31-én a Queens Park Rangers a szezon végéig kölcsönvette. 12 bajnokin játszott és két gólt szerzett, a Sunderland, valamint az Aston Villa ellen.
A 2013/14-es évadban Townsend fontos tagjává vált a Spursnek, összesen 33 meccsen kapott lehetőséget, ebből 25-ször a bajnokságban. Az SZK Dinamo Tbiliszi ellen az Európa-ligában duplázni tudott, 2013. október 20-án, az Aston Villa ellen pedig első bajnoki gólját is megszerezte a londoniaknál. A következő idényben Mauricio Pochettino lett a klub menedzsere, irányítása alatt Townsend csak a szezon második felére tudta visszaszerezni helyét a csapatban, összesen 17 bajnokin kapott lehetőséget.
2015. november 4-én, miután még egyetlen meccsen sem kapott kezdőként szerepet a 2015/16-os szezonban, Townsend összeszólalkozott a csapat erőnléti edzőjével a pálya mellett, ezért büntetésből kikerült az első csapat keretéből. Később elnézést kért és visszakerült a keretbe, de többször nem léphetett pályára a Tottenhamben.

### Newcastle United
2016. január 26-án a Tottenham Hotspur és a Newcastle United megegyezett Townsend átigazolásáról. Az üzlet egy nappal később vált hivatalossá, a két klub nem hozta nyilvánosságra az összeget, de egyes értesülések szerint új csapata 12 millió fontot fizetett érte. Az Everton elleni bemutatkozását beárnyékolta, hogy csapata gyenge teljesítményt nyújtva 3-0-ra kikapott, de a West Bromwich Albion ellen megválasztották a mérkőzés legjobbjának. Harmadik meccsén, a Chelsea ellen első gólját is megszerezte, de csapata 5-1-re kikapott.

### Crystal Palace
2016. július 1-jén a Crystal Palace-hoz igazolt, miután a Newcastle kiesett a Premier League-ből. A Palace 13 millió fontot fizetett érte. Eredetileg a 17-es számú mezt kapta volna meg, de miután Yannick Bolasie az Evertonhoz szerződött, megkapta tőle a 10-es szerelést.

### Everton
2021. július 20-án az Everton ingyen szerződtette a szabadon igazolható Townsendet, akinek lejárt a szerződése a Crystal Palace-nál.

## A válogatottban
Miután több korosztályos válogatottban is szerepelt, Townsend az U21-es válogatottba 2012 októberében, Szerbia ellen kapott először meghívót. 2013 májusában az Angol labdarúgó-szövetség megvádolta, hogy megsértette az általa felállított, sportfogadással kapcsolatos szabályokat. A játékos ezután önszántából lemondott helyéről a 2013-as U21-es Eb-re készülő csapatban. Később bevallotta, hogy valóban szabályt szegett, ami miatt a szövetség 18 ezer fontra megbüntette és eltiltást is kapott.
2013. október 11-én, 22 évesen és 87 naposan, Montenegró ellen mutatkozott be a felnőtt válogatottban. A 4-1-es angol sikerrel végződő meccsen gólpasszt adott, valamint gólt szerzett, és a mérkőzés legjobbjának is megválasztották. Négy nappal később, a Lengyelország elleni világbajnoki selejtezőn ismét lehetőséget kapott.
Második válogatott találatát 2014. október 9-én, egy San Marino elleni Eb-selejtezőn szerezte. 2015. március 31-én, Olaszország ellen ismét eredményes volt.

## Magánélete
Townsend jamaicai apa és görög ciprusi anya gyermekeként született, London Leytonstone nevű kerületében. Gyerekkora óta a Tottenham Hotspur szurkolója. Tízéves korában 18 éves bátyja, Kurtis meghalt egy autóbalesetben.

## Külső hivatkozások
- Andros Townsend pályafutásának statisztikái a Soccerbase oldalon (angolul)